# Det Kongelige Teater

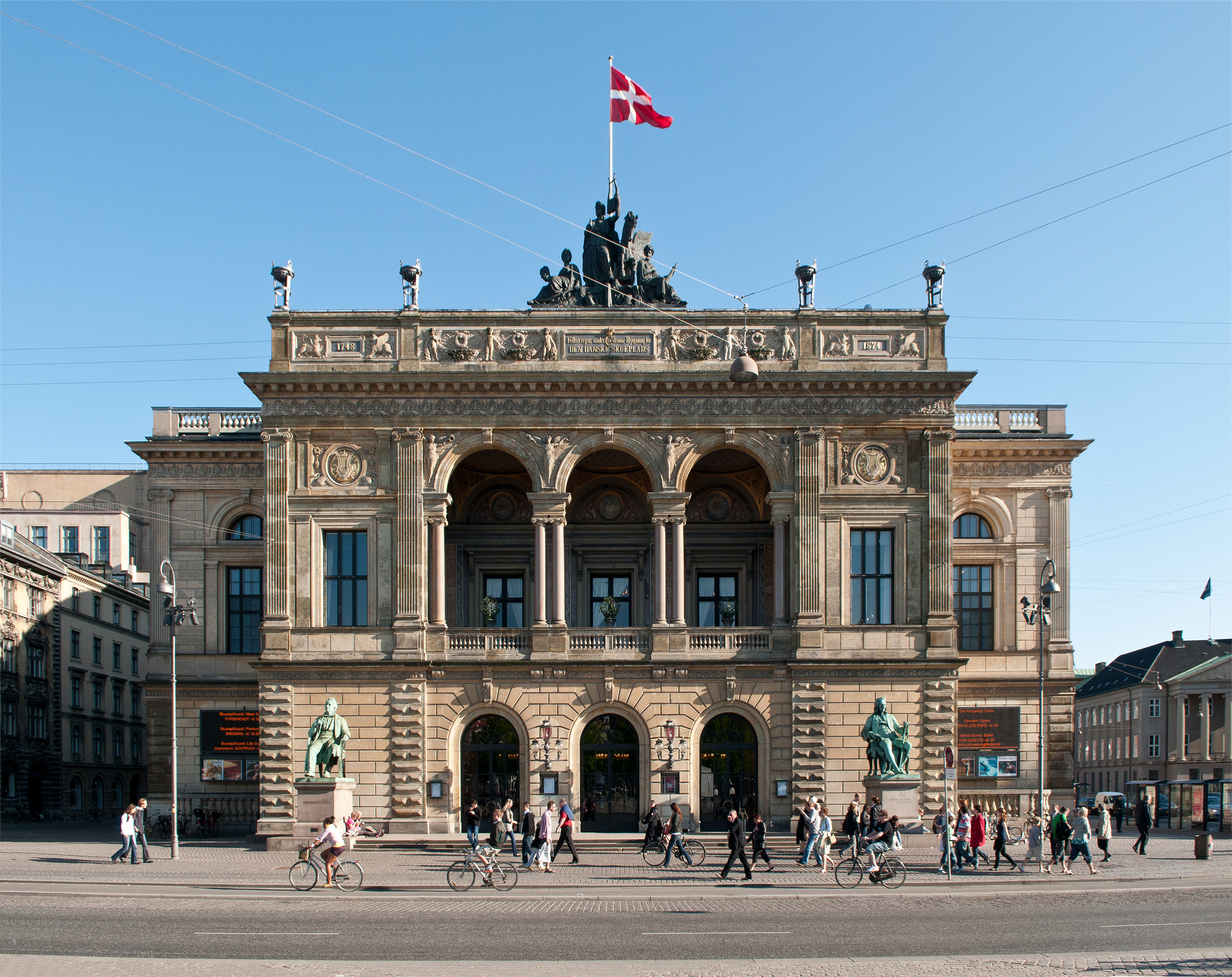
Königliches Theater am Kongens Nytorv

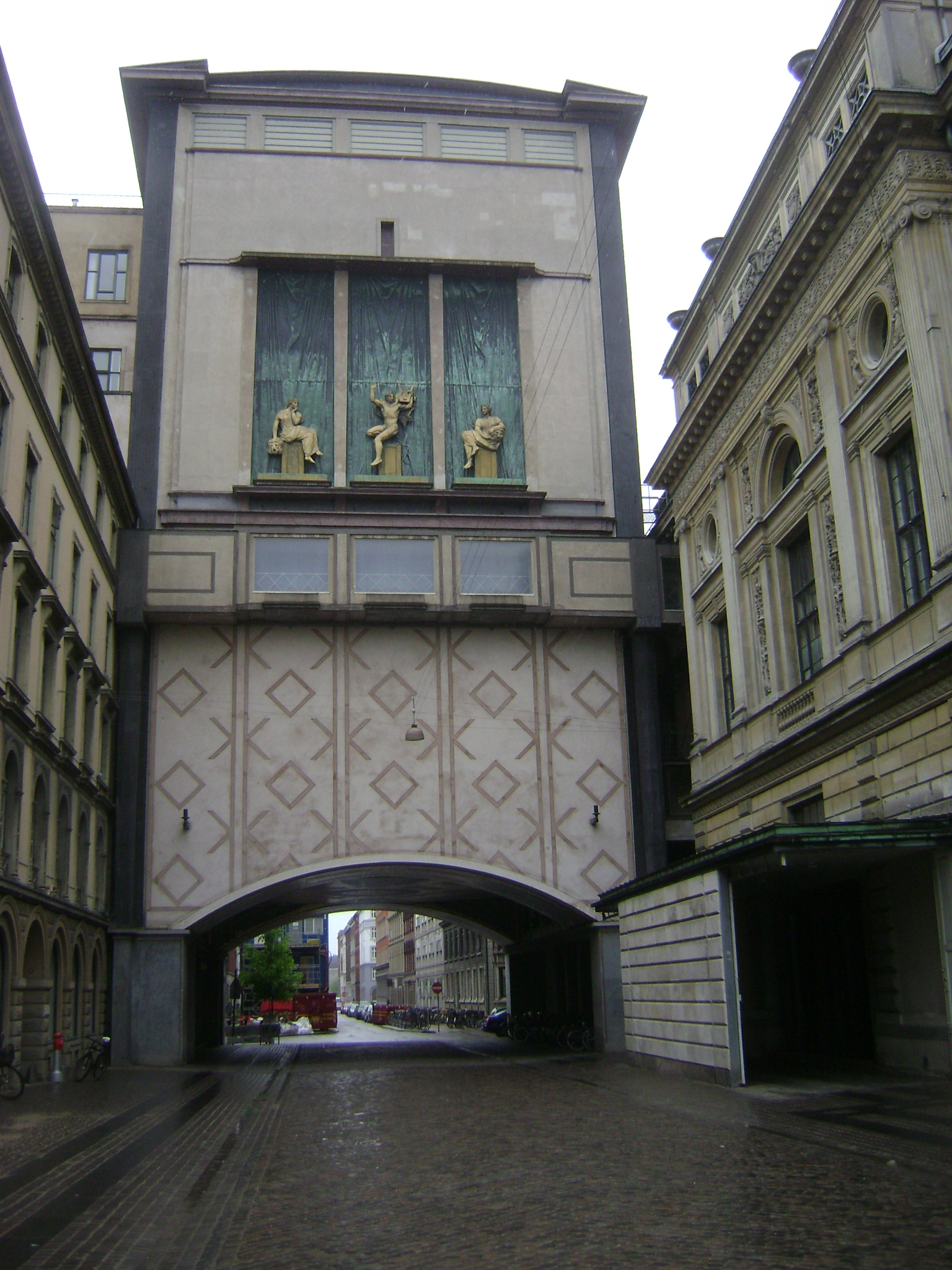
Verbindungsbau zur Neuen Bühne des Königlichen Theaters von 1931, spöttisch-liebevoll «Starenkasten» getauft

Det Kongelige Teater (deutsch Königliches Theater) ist das dänische Staatstheater in Kopenhagen. Es wurde 1748 errichtet und liegt am Kongens Nytorv. Det Kongelige Teater besteht aus den vier Abteilungen Schauspiel, Oper, Ballett und Konzert.
Oper, Ballett und Konzert bilden eine eigene Einheit als Königlich Dänische Nationaloper. Das Orchester dieser Institution, die Königliche Kapelle Kopenhagen, wurde 1448 anlässlich der Krönung Christians I. erstmals urkundlich erwähnt und gilt damit als ältestes Orchester Europas.

## Hauptgebäude
Das Gebäude wurde nach den Plänen des dänischen Architekten Vilhelm Dahlerup (1836–1907) ausgeführt. Die Grundsteinlegung am Kongens Nytorv erfolgte am 18. Oktober 1872, die Einweihung fand am 15. Oktober 1874 statt. Bereits die Vorgängerbauten hatten sich an diesem Platz befunden. Der Zuschauerraum fasst 1.600 Besucher und besitzt zudem eine Loge für die königliche Familie. Das Theatergebäude hatte nur eine einzige Bühne, 1931 erfolgte der Anbau einer kleineren zweiten Bühne.
Der Eingang zum Hauptgebäude wird eingerahmt von überlebensgroßen Statuen der dänischen Nationaldichter Adam Oehlenschläger (1779–1850, von Herman Wilhelm Bissen) und Ludvig Holberg (1684–1754, von Theobald Stein).

## Bühnen
Um für alle Sparten ausreichend Spielraum und moderne bühnentechnische Möglichkeiten zu schaffen, wurden 2005 ein neues Opernhaus und 2008 ein neues Schauspielhaus errichtet. Das alte Theater (Gamle scene) wird weiterhin genutzt, hauptsächlich für das Ballett und kleinere Opernproduktionen.

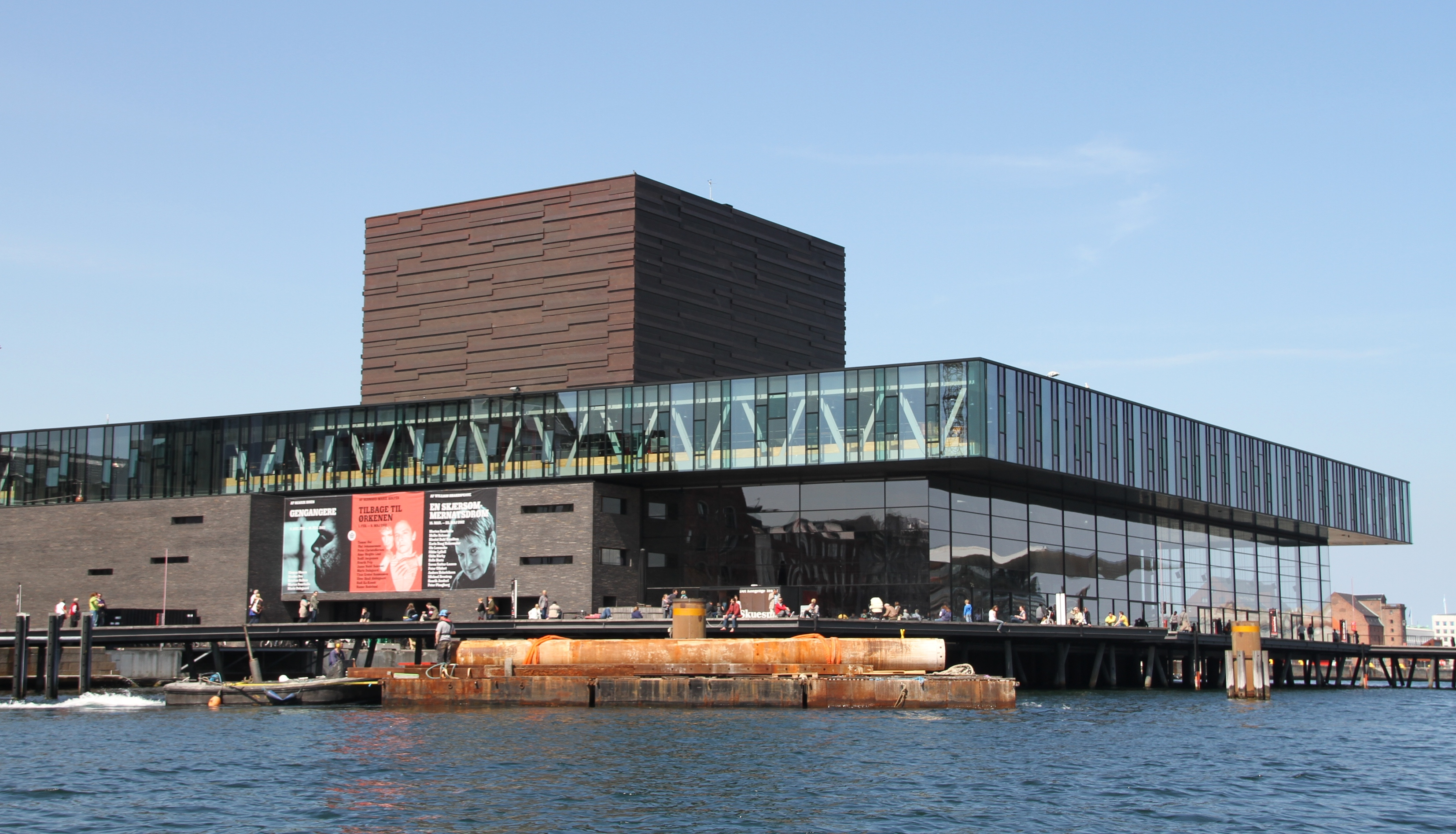
Skuespilhuset (2012)

- 1874 Hauptgebäude (Gamle scene, Alte Bühne)
- 1931 Anbau der Neuen Bühne (Nye Scene), auch unter dem Namen Starenkasten (Stærekassen), bis 2008 bespielt
- 1969 bis 1985 wurde in der Ny Østergade die Komödie (Comediehuset) für experimentelle Aufführungen genutzt
- 2005 Eröffnung der neuen Königlichen Oper auf der Insel Holmen
- 2008 wurde das neue Schauspielhaus (Skuespilhuset) an der Kvæsthusbro eröffnet

## Künstlerische Leitung
- Gesamtleitung/CEO
  - 2008–2014: Erik Jacobsen
  - 2014–2018: Morten Hesseldahl
  - seit 2018: Kasper Holten[1]

Die vier künstlerischen Sparten leiten:
- Schauspieldirektoren
  - 2008–2015: Emmet Feigenberg (* 1954)[2]
  - seit 2015: Morten Kirkskov (* 1963)[3]
- Ballettdirektor
  - seit 2008: Nikolaj Hübbe (* 1967)
- Operndirektoren
  - 2000–2011: Kasper Holten[1]
  - 2012–2017: Sven Müller (* 1964)[4][5]
  - seit 2017: John Fulljames (* 1976)[6]
- Musikdirektoren/Chefdirigenten
  - 2000–2011: Michael Schønwandt (* 1953)
  - 2012–2016: Michael Boder (1958–2024)[7]
  - 2018–2020: Alexander Vedernikov (1964–2020)[8]

Das Theater untersteht dem dänischen Kulturministerium.

## Trivia
Das Königliche Theater ist einer der Schauplätze in der 1976 entstandenen dänischen Filmkomödie Die Olsenbande sieht rot vom Regisseur Erik Balling.